# Kechi Okwuchi

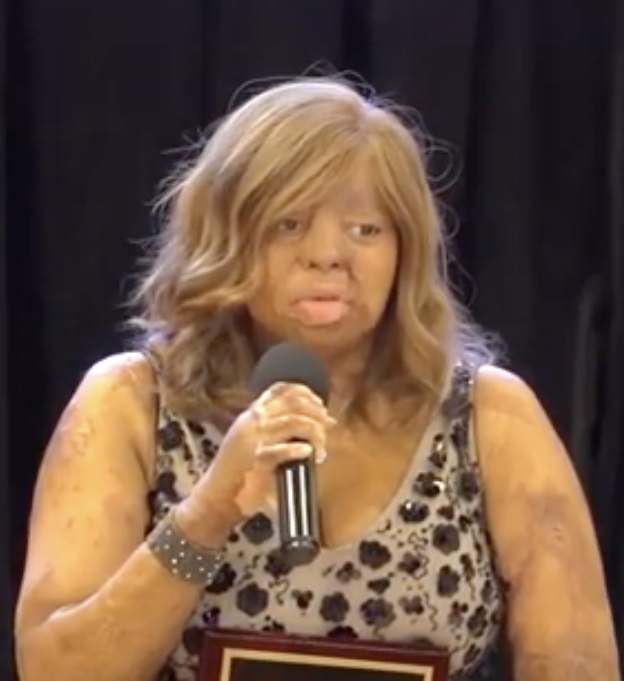

Kechi Okwuchi (sinh ngày 29 tháng 10 năm 1989) là tên của một nữ ca sĩ và cũng là một diễn giả người Nigeria. Cô là một trong hai người sống sót sau vụ rơi máy bay Sosoliso Airlines Flight 1145 (SO1145/OSL1145) cất cánh ở sân bay quốc tế Nnamdi Azikiwe ở thủ đô Abuja, Negeria đến sân bay quốc tế Port Harcourt ở thành phố Port Harcourt, Negeria. Ngoài ra, cô còn đoạn giải quán quân của cuộc thi America's Got Talent mùa thứ 12.

## Trong vụ rơi máy bay
Vào lúc 14:08 (giờ địa phương) ngày 10 tháng 12 năm 2005, máy bay Sosoliso Airlines Flight 1145 (SO1145/OSL1145) chở 107 người (bao gồm cả hành khách và phi hành đoàn) rơi xuống đất và bắt đầu bốc cháy. Người ta đã tìm kiếm được bảy người sống sót nhưng sau khi được đưa đến bệnh viện thì chỉ có hai người qua khỏi, trong đó có Kechi Okwuchi. Trong số 107 người, thì có 60 người là bạn học của cô tại trường đại học Loyola Jesuit.

## Điều trị
Cô được đưa đi cấp cứu tại bệnh viện Milpark tại thành phố Johannesburg, Nam Phi và được chẩn đoán là bỏng độ ba. Sau khi tình trạng của cô được ổn định thì cô được chuyển đến bệnh viện nhi Shriners, bang Texas, Mỹ để tiếp tục điều trị. Tại đây, Kechi phải trải qua hơn một trăm cuộc phẫu thuật.

## Sau vụ rơi máy bay
Sau khi hoàn thành việc điều trị, cô bắt đầu việc học tập và vào năm 2015, cô tốt nghiệp tại trường đại học Saint Thomas (St. Thomas hay UST) với bằng loại giỏi. Cô đã diễn thuyết tại TedxEuston và đưa ra khẩu hiệu "Girl- know thysefl" (tạm dịch: hãy hiểu bản thân mình, cô gái). Sau đó, cô tham dự cuộc thi America's Got Talent và đoạt giải quán quân.<nowiki>